# Onafhankelijken voor het Europa van de Nationale Staten
Onafhankelijken voor het Europa van de Nationale Staten (OEN) was een fractie in het Europees Parlement.
De Fractie van onafhankelijken voor het Europa van de Nationale Staten werd ingesteld op 20 december 1996. De fractie was een (gedeeltelijke) voortzetting van de fractie Europa van Nationale Staten die een maand daarvoor opgeheven was. De grondslag van de fractie was euroscepticisme
Na de verkiezingen voor het Europees Parlement in 1999 werd de fractie opgeheven. De aangesloten partijen vormden vervolgens de fractie Europa van Democratieën in Diversiteit.

## Leden
| Land                | Nationale partij          | Zetels | Zetels |
| Land                | Nationale partij          | 1996   | 1999   |
| ------------------- | ------------------------- | ------ | ------ |
| Denemarken          | Junibeweging              | 2      | 2      |
| Denemarken          | Volksbeweging tegen de EU | 2      | 2      |
| Frankrijk           | Mouvement Pour la France  | 8      | 8      |
| Nederland           | SGP/GPV/RPF               | 2      | 2      |
| Verenigd Koninkrijk | Ulster Unionist Party     | 1      | 1      |
| totaal              | totaal                    | 15     | 15     |